# Изабелла, графиня Ментейт
Изабелла (англ. Isabella; умерла между 1264 и 1272) — шотландская аристократка, графиня Ментейт, старшая дочь Муредаха II, графа Ментейта. Когда старый граф скончался около 1233 года, не оставив наследников мужского пола, его владения перешли к Изабелле. После смерти первого мужа она вышла замуж за простого рыцаря, что вызвало недовольство шотландской знати. Родственники первого мужа обвинили Изабеллу в отравлении супруга, в результате чего она лишилась владений и была вынуждена уехать в Англию. Её попытки вернуть владения успехом не увенчались.

## Биография
Отец Изабеллы, Муредах II, граф Ментейт, умер около 1233 года, не оставив наследников. Король Александр II в 1233/1234 году передал Ментейт Уолтеру Комину, лорду Баденоху, женив его на Изабелле, единственной дочери покойного графа. Он погиб в ноябре 1258 года, когда его лошадь, споткнувшись, упала и придавила всадника.
Вскоре после смерти Уолтера Изабелла вышла замуж за простого английского рыцаря по имени Джон Рассел. Этот неравный брак, пусть и заключённый с согласия короля, вызвал недовольство как шотландской знати, представители которой рассчитывали заполучить графство Ментейт, так и семьи её покойного мужа. Уже в 1259 году против графини было выдвинуто обвинение в том, что она отравила супруга. Хотя никаких доказательств представлено не было, но в 1260/1261 году Изабеллу с мужем арестовали и посадили в заключение, а графство конфисковали. Среди тех, кто поддержал обвинение, был Джон I Рыжий Комин, племянник Уолтера, который рассчитывал сам получить графство. Для этого он женил своего сына Уильяма на Изабелле, дочери графини и её второго мужа. Но в итоге Ментейт был передан Уолтеру «Баллоку» Стюарту, женатому на Марии, сестре Изабеллы, чему способствовал его брат Александр Стюарт, обладавший серьёзным влиянием в королевстве.
Чтобы получить свободу, Изабелла была вынуждена с согласия Джона Рассела передать принадлежащее ему поместье Аберфойле с ежегодным доходом в 20 фунтов сэру Хью Абернетскому. После этого она вместе с мужем была вынуждена покинуть Шотландию, отправившись в Англию. В дальнейшем она через короля Англии Генриха III и папу Урбана IV пыталась добиться справедливости, но была вынуждена оставить свои претензии.
Изабелла умерла между 1264 и 1272 годами.

## Брак и дети
1-й муж: с 1233/1234 Уолтер Комин (умер в ноябре 1258), лорд Баденох с 1229 года. Брак был бездетным.
2-й муж: с 1258 Джон Рассел (умер до 1273). Дети:
- Изабелла Рассел (умерла около 1306); 1-й муж: до 1273 Уильям Комин (умер около 1291), лорд Киркинтиллох; 2-й муж: Эдмунд Гастингс (1263/1269 — 23/24 июня 1314), 1-й барон Гастингс из Инчмахома с 1299 года[3][5][6].